# Papum Pare (huyện)
Huyện Papum Pare là một huyện thuộc bang Arunachal Pradesh, Ấn Độ. Thủ phủ huyện Papum Pare đóng ở Yupia. Huyện Papum Pare có diện tích 2875 ki lô mét vuông. Đến thời điểm năm 2001, huyện Papum Pare có dân số 121750 người.